# Falls County
Falls County är ett administrativt område i delstaten Texas, USA, med 17 866 invånare (2010). Den administrativa huvudorten (county seat) är Marlin. 

## Geografi
Enligt United States Census Bureau har countyt en total area på 2 005 km². 1 992 km² av den arean är land och 13 km² är vatten. 

### Angränsande countyn
- Limestone County - nordost
- Robertson County - sydost
- Milam County - söder
- Bell County - sydväst
- McLennan County - nordväst